# Чоџи
Чоџи (長治) је јапанска ера (ненко) која је настала после Кова и пре Каџо ере. Временски је трајала од фебруара 1104. до априла 1106. године и припадала је Хејан периоду. Владајући монарх био је цар Хорикава.

## Важнији догађаји Чоџи ере
- 1104. (Чоџи 1, трећи месец): Цар посећује храм Соншо-џи у североисточном Кјоту.[3]
- 1105. (Чоџи 2, шести месец): У неким деловима Јапана пријављен је пад снега црвене боје.[3]